# Cadillac Escalade
En Cadillac Escalade er en fuld-størrelse luksus sport utility køretøj (SUV) sælges af General Motors luksusmærker, Cadillac. Det var den division's første store indgangstoldsted populære SUV-markedet. Den Escalade blev indført for 1999-modellen i forbindelse med tyske og japanske konkurrenter og til Ford's 1998-frigivelse af Lincoln Navigator. Den Escalade projekt gik i produktion kun ti måneder efter, at den blev godkendt. Standarden Escalade er bygget i Arlington, Texas. Navnet Escalade refererer til en belejring krigsførelsestaktik i forbindelse med optrapning, defensive vægge eller voldene ved hjælp af stiger eller belejring tårne.
Escalade var oprindeligt baseret på GMC Yukon Denali, men blev ombygget til 2002 model år at gøre, at dets udseende falder mere i tråd med Cadillac's nye design tema. I dag er den Escalade og Escalade EXT pickup er to af kun tre Cadillac køretøjer uden for USA. Både Escalade ESV (baseret på Chevrolet Suburban) og Escalade EXT (baseret på Avalanche pickup lastbil) blev foretaget i Silao, Mexico før 2006 redesign; den nye Escalade ESV kommer fra Arlington, Texas. Den Escalade konkurrerer med Range Rover Sport, Infiniti QX56, Hummer H2, Mercedes-Benz GL-klasse, Toyota Land Cruiser, og Lincoln Navigator.